# Часы с кукушкой

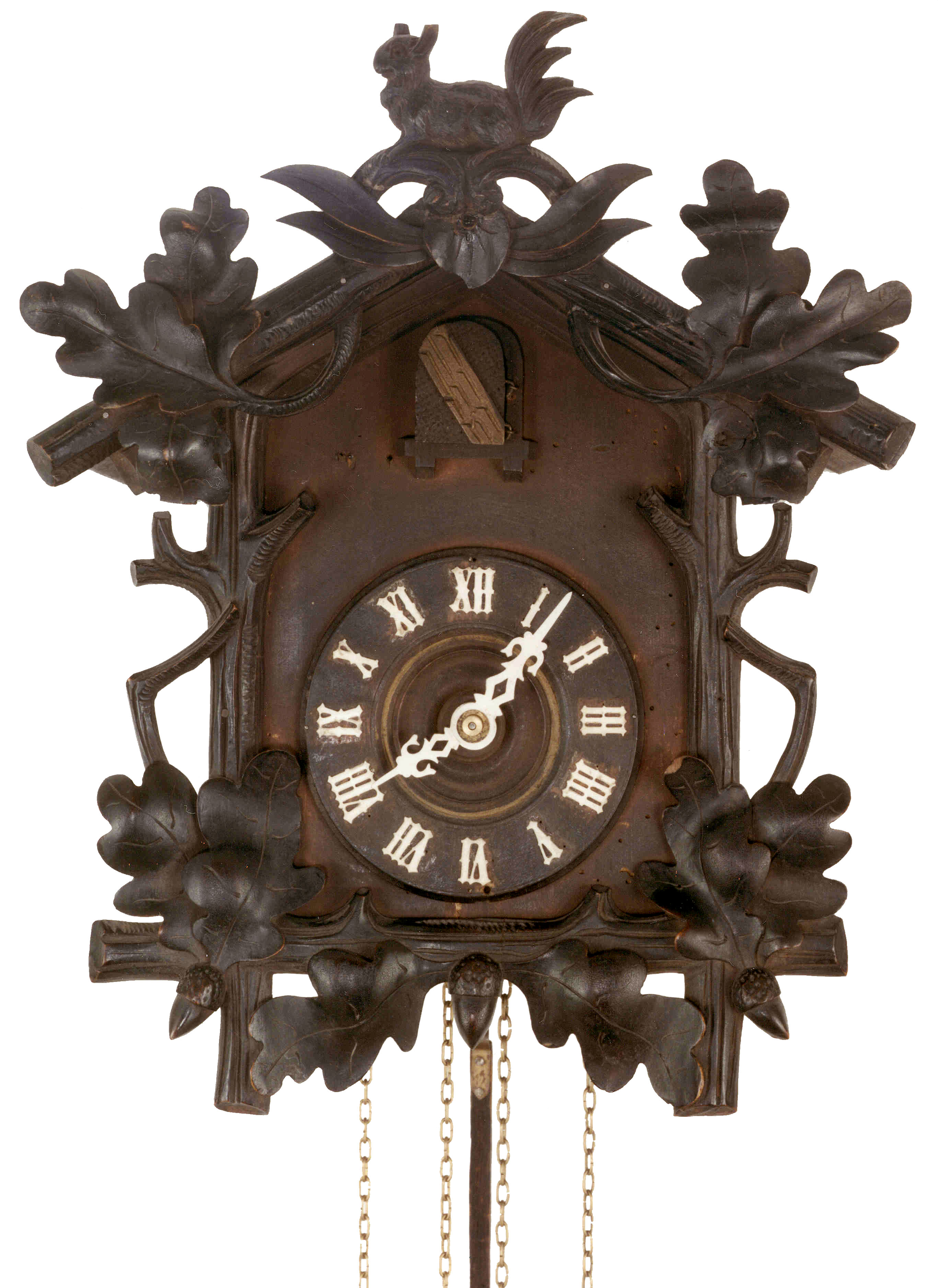
Часы с кукушкой

Часы с кукушкой представляют собой, как правило, механические часы с боем, имитирующие кукование кукушки через определённые промежутки времени. Обычно звуковые сигналы раздаются каждый час, отсчитывая текущее время, и нередко сопровождаются при этом ударами гонга.

## Устройство

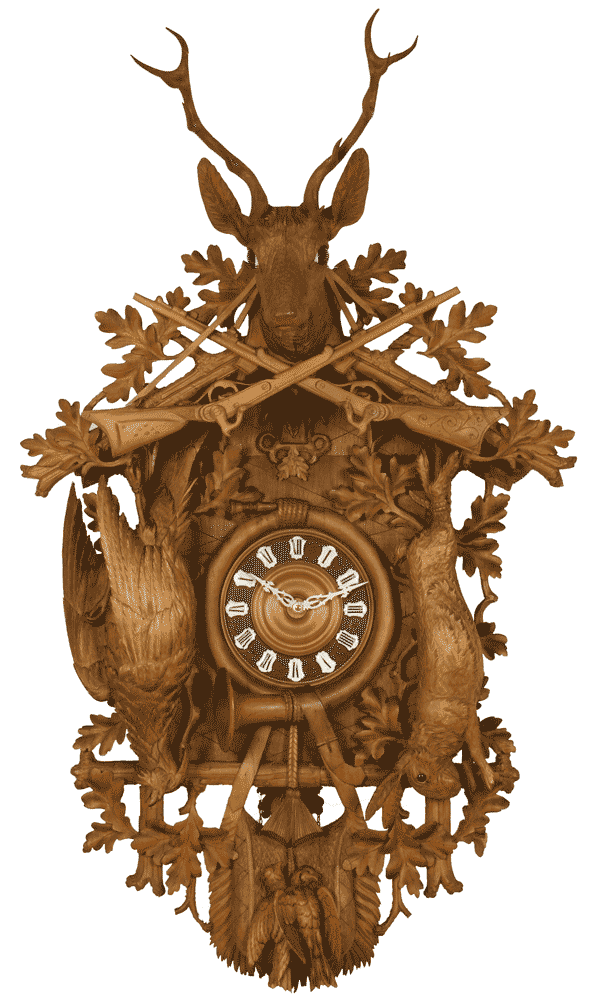
Часы с кукушкой, так называемый Jagdstück («кусок охоты»), Шварцвальд, ок. 1900 г., Немецкий музей

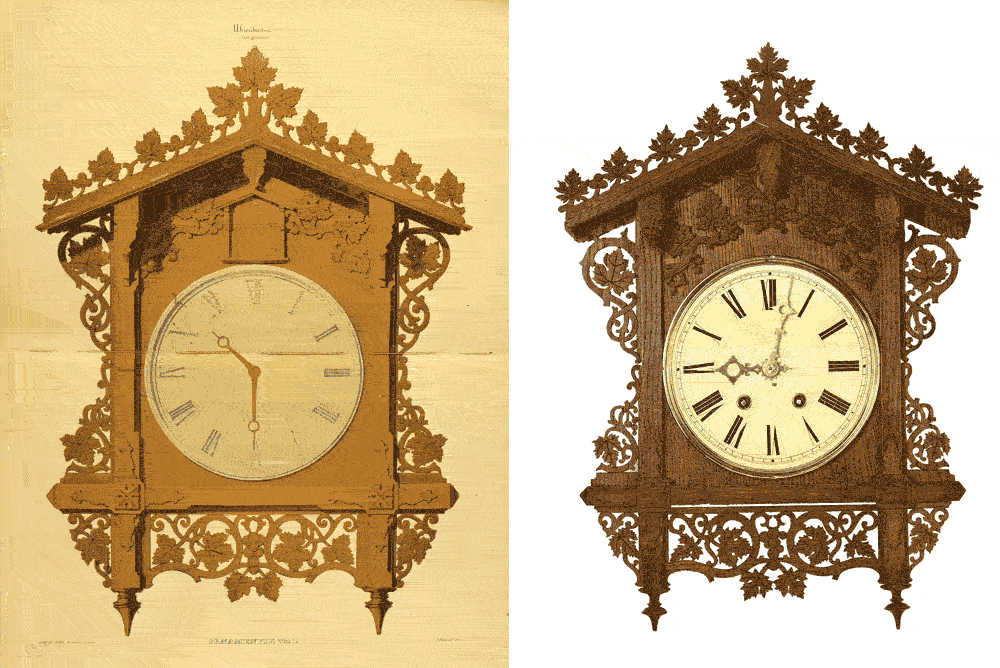
Слева: железнодорожные часы Фридриха Эйзенлора, 1850—1851 гг.; справа: Кройцер, Глатц & Co., Фуртванген, 1853—1854 гг., без птицы кукушки (Немецкий часовой музей)

Корпус часов, как правило, представляет собой укрепляемый на стене стилизованный деревянный домик с двускатной крышей. Над циферблатом располагается маленькое окошко с дверцей, при открывании которой появляется фигурка птички, при её появлении раздаётся звук, имитирующий кукование. Фигурка может совершать движения и наклоны вперёд-назад, открывать клюв и т. д.
Механизм часов приводится в движение весом гирь, есть варианты с пружинным приводом. Звук «ку-ку» создаётся двумя крошечными трубочками с мехами, прикреплёнными к их вершинам. Механизм часов активирует мехи, они посылают воздушный поток в каждую трубочку попеременно.

## История
Первое упоминание о часах с кукушкой восходит к 1629 году, когда аугсбургский аристократ Филипп Хайнхофер преподнёс подобные часы Августу, курфюрсту Саксонии. В 1650 году Атанасиус Кирхер в музыкальном руководстве «Museo Kircheriano» описал механический орган, снабжённый автоматизированными фигурками, среди которых была и кукушка.
Тем не менее, родиной традиционных часов с кукушкой считается немецкая земля Шварцвальд. Первые такие часы были изготовлены местными умельцами в период с 1740 по 1750 год. Необычные часы быстро завоевали популярность в регионе, где уже к середине XVIII века действовало несколько часовых мастерских, изготавливающих часы с деревянным механизмом. Привычный ныне внешний вид в виде сказочного домика, украшенного листьями, шишками и прочими декоративными элементами, часы обрели в середине XIX века.
Голосовой механизм, установленный почти в каждом виде часов с кукушкой, появился к середине XVIII века и с тех пор остался почти без изменений до настоящего времени.
В СССР и России часы с кукушкой выпускались Сердобским часовым заводом. В 1980 году их часы-кукушка «Шалаш» были отмечены «Знаком качества». К 1993 году производство часов «Кукушка» достигло 15 млн шт., свыше миллиона из них экспортировалось в 44 страны мира. Часы с кукушкой стали неофициальным символом города: стилизованные часы с кукушкой были размещены на фасаде сердобского железнодорожного вокзала (построен в 1986 году), а в 2019 году в Сердобске был открыт памятник часам с кукушкой.

## В литературе
«Часы с кукушкой» — пьеса Леонида Филатова

## Галерея
- Кварцевые часы с кукушкой и автоматом, которые оповещают о 8-м часе.

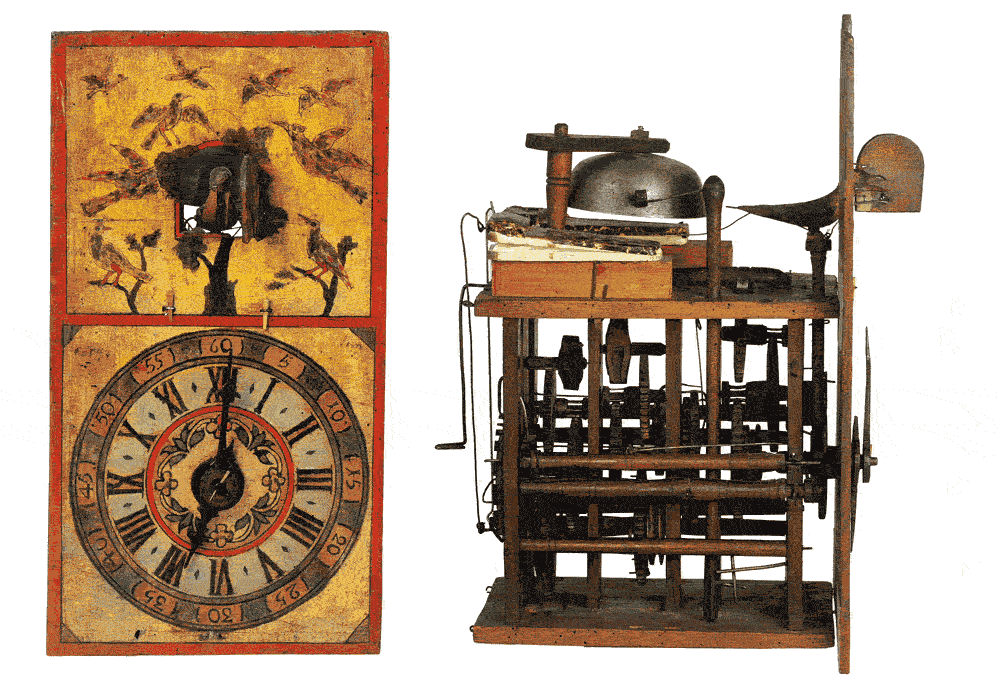
Ранние часы с кукушкой, Шварцвальд, 1760–1780 гг. (Немецкий часовой музей)
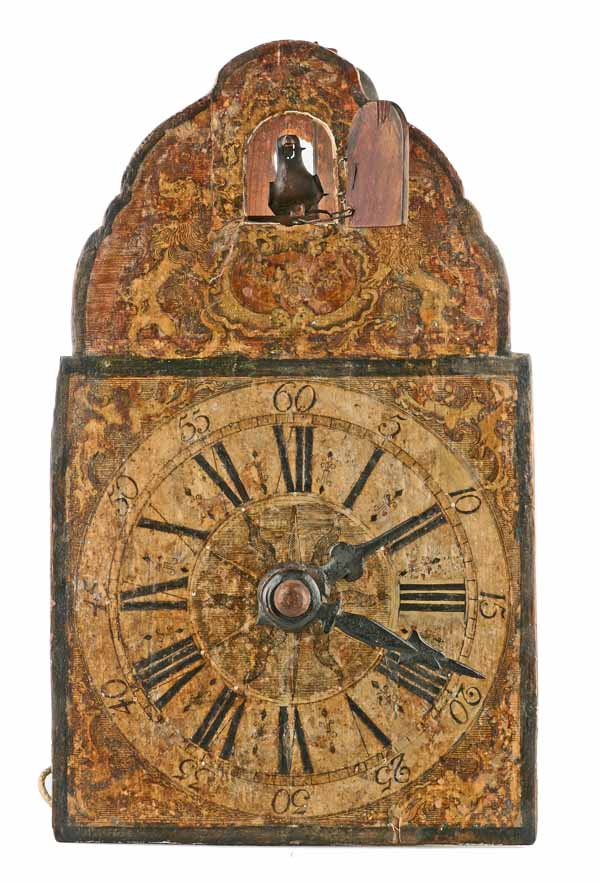
Образец Йоханнеса Вильди, Айзенбах, ок. 1780 г. (Немецкий Музей Часов)
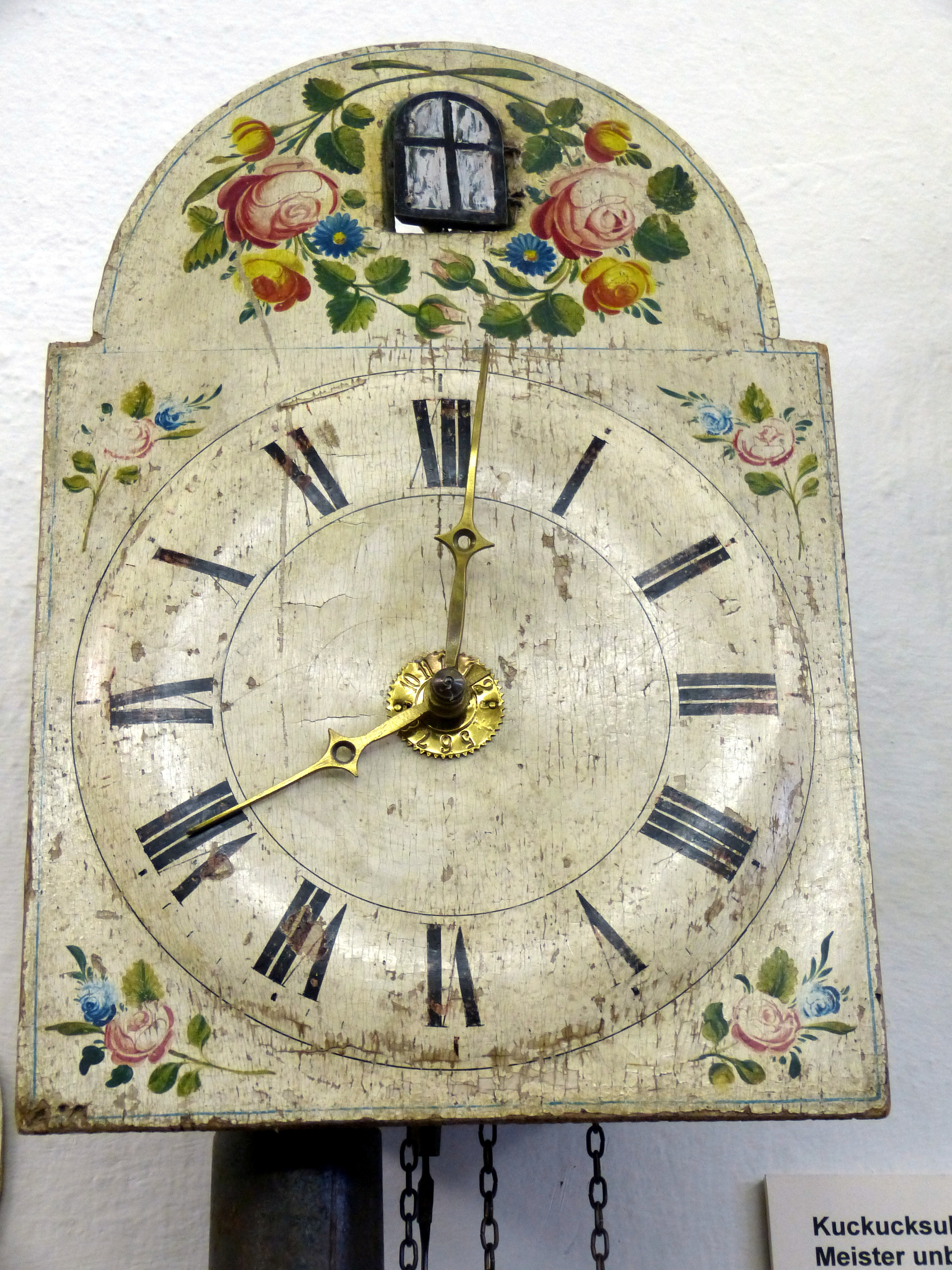
Часы в виде щитка с кукушкой, 1790-е годы.
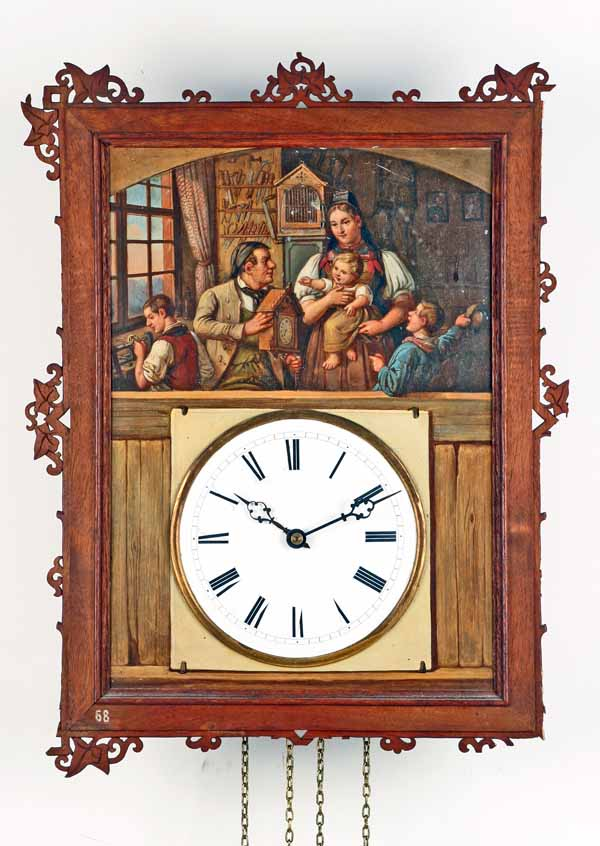
Часы с картиной Й. Лауле, изображающей сцену в часовом магазине в Шварцвальде. Фуртванген, ок. 1860 г. (Немецкий музей)
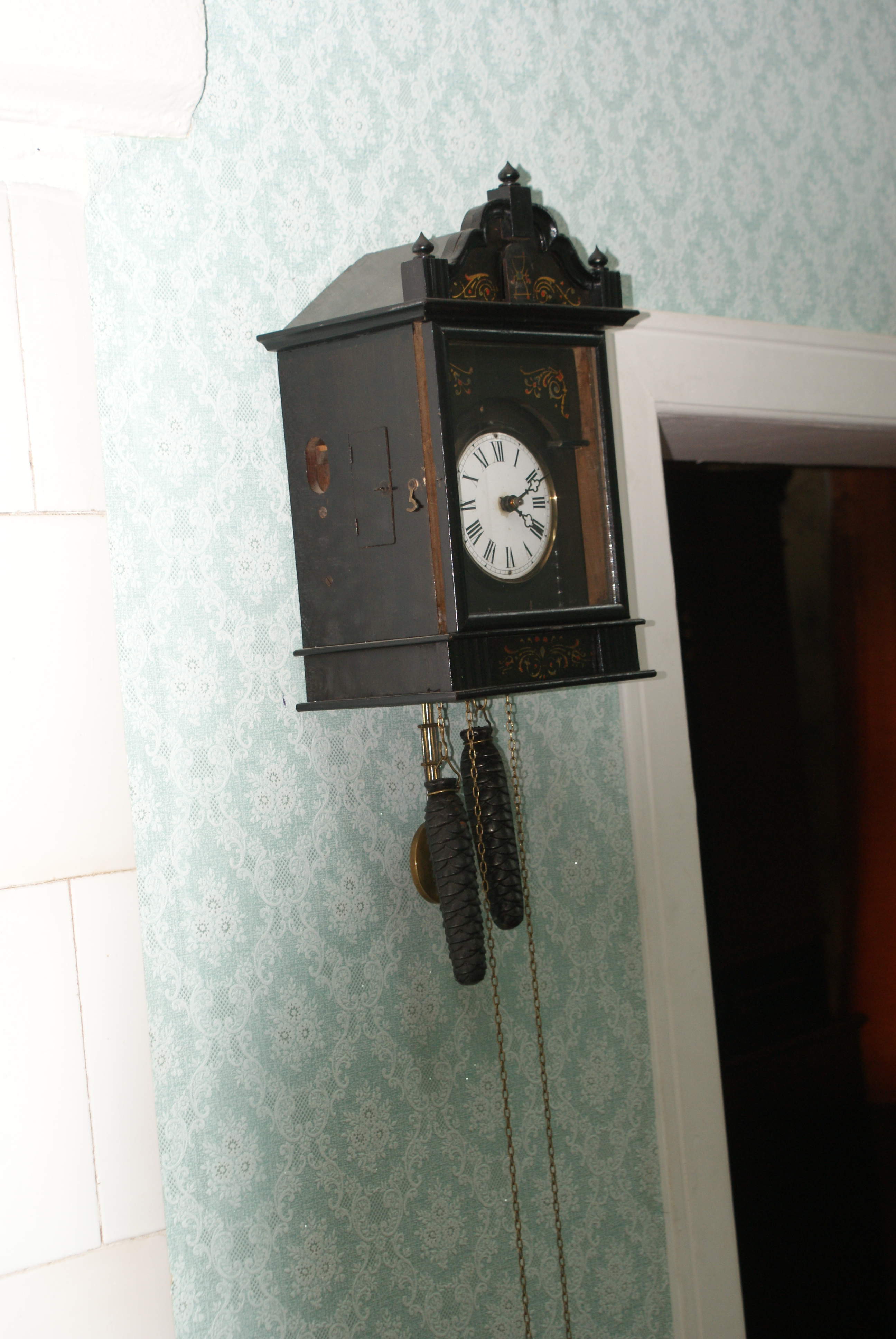
Часы с кукушкой в стиле бидермейер.
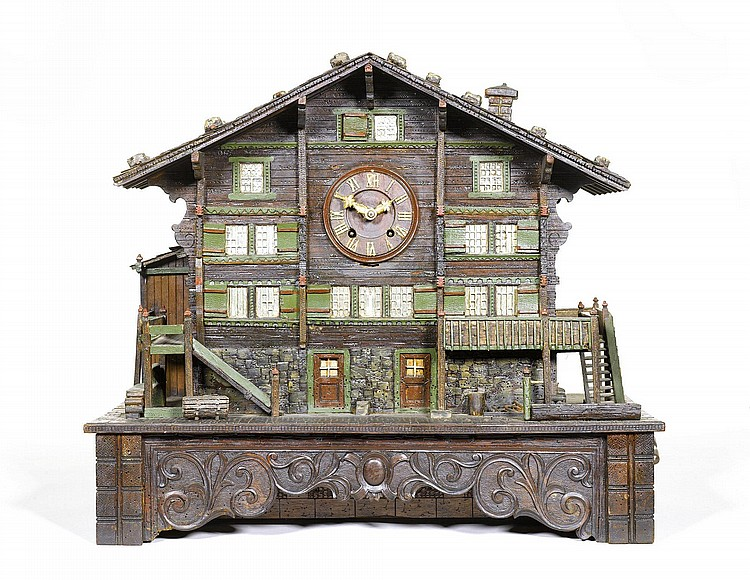
Швейцарские настольные часы с корпусом в форме шале, Бриенц. Они оснащены музыкальной шкатулкой с 8 мелодиями. Ок. 1900 г.
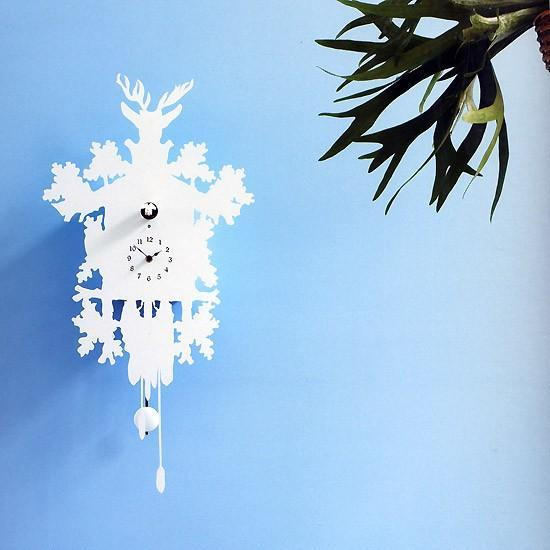
Дизайнерские часы с кукушкой от Паскаля Тарабая, 2005 г. Они основаны на традиционном Jagdstück ("кусок охоты").
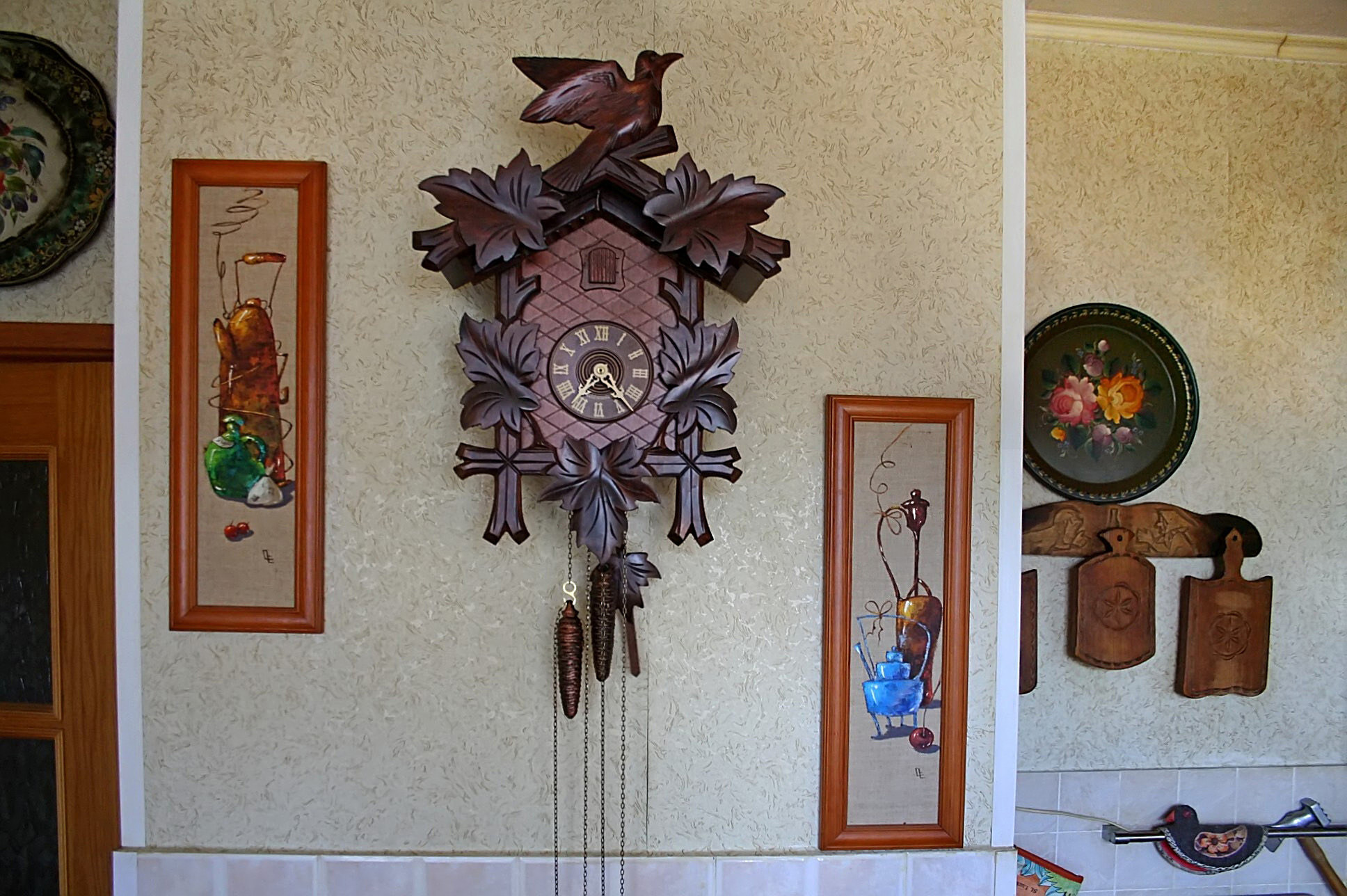
Механические часы с кукушкой